# McLaren MP4-20
La McLaren MP4-20 è una vettura di Formula 1, progettata da Adrian Newey, schierata dalla McLaren per competere nel Campionato mondiale di Formula 1 nella stagione del 2005. La macchina è stata guidata da Kimi Räikkönen, Juan Pablo Montoya, Pedro de la Rosa e Alexander Wurz dimostrandosi la più competitiva sotto l'aspetto velocistico ma pagando in termini d'affidabilità. La McLaren si è classificata al secondo posto in entrambe le classifiche.

## Livrea
La livrea si mantiene, anche se per l'ultima stagione, quella degli ultimi anni: grigia metallizzata e nera con alcuni inserti rossi, in ossequio allo sponsor West.

## Sviluppo

### Aerodinamica

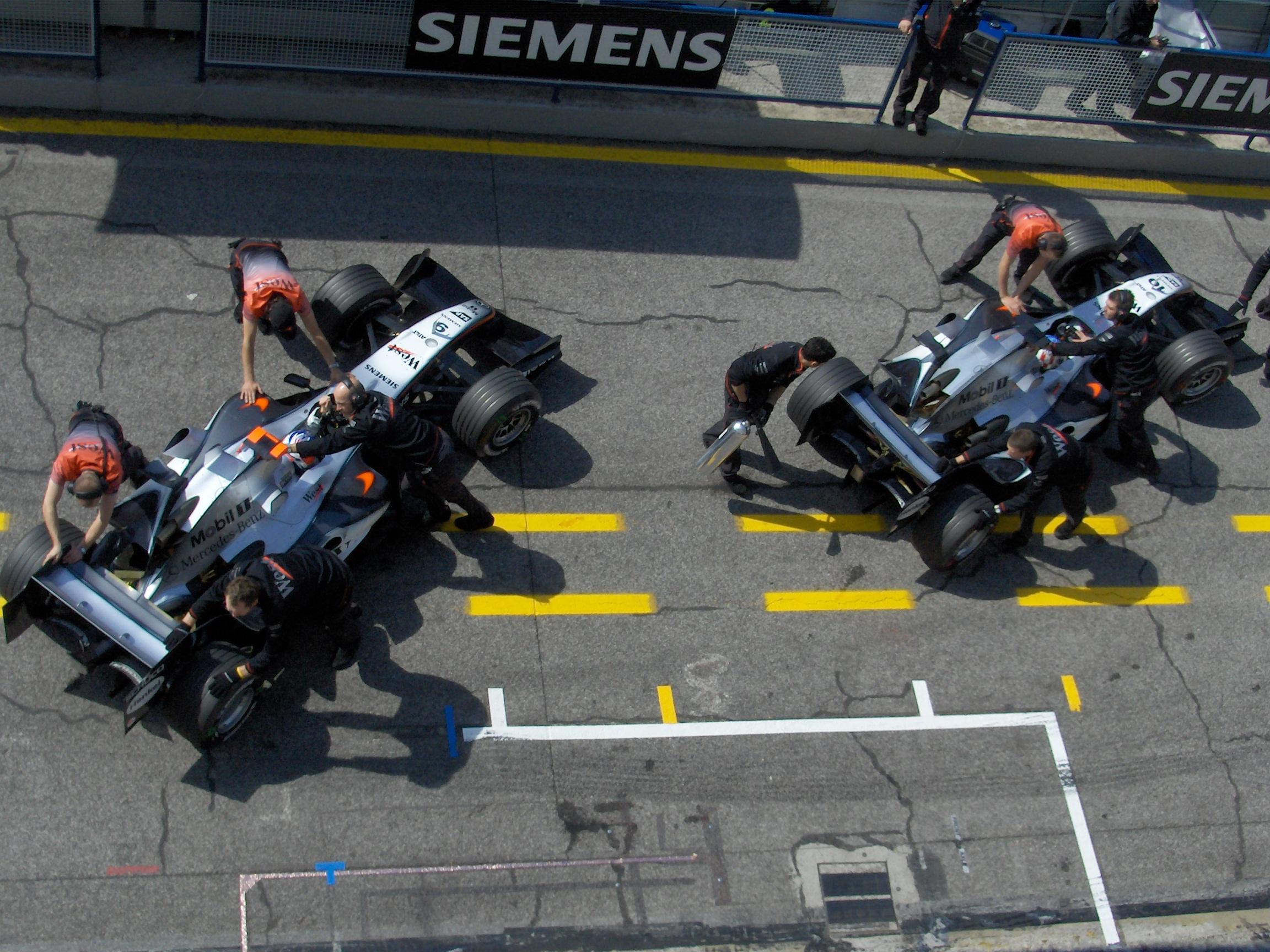
Vista aerea delle due MP4-20 ai box di Imola per il Gran Premio di San Marino 2005

La vettura è stata realizzata secondo i nuovi regolamenti introdotti in vista del 2005, che sono intervenuti approfonditamente per quello che riguarda l'aerodinamica, la durata della vita del propulsore e la sostituzione degli pneumatici in gara. Le differenze aerodinamiche sono quelle più visibili, apportate sfruttando la galleria del vento del McLaren Technology Centre: l'alettone anteriore è stato innalzato di cinquanta millimetri, l'altezza del diffusore è stata portata a 125 millimetri e l'alettone posteriore è stato avanzato di 150 millimetri rispetto alla vettura dell'anno precedente. Il telaio ha mantenuto la configurazione in monoscocca realizzata in materiali compositi, le sospensioni adottano l'architettura a doppi bracci trasversali in configurazione push-rod per entrambe le sezioni mentre l'impianto frenante presenta dei freni a disco ventilati in carbonio. La MP4-20 presenta delle linee sinuose, particolarmente visibili nei profili alari, e delle pance laterali particolarmente ristrette nella parte inferiore ma ricche di profili aggiuntivi nella parte superiore. L'avantreno della monoposto propone invece un muso molto basso e largo, che riprende i profili già visti nella MP4-18 e nella MP4-19, oltre che dei supporti molto corti all'alettone, presupposto di un allargamento delle paratie laterali nella zona sottostante i profili alari. il complesso dei deviatori di flusso ricalca il disegno della vettura precedente, abbandonando la struttura a doppia chiglia del telaio e mantenendo così separati gli attacchi dei triangoli inferiori della sospensione. La MP4-20 si caratterizza inoltre per delle fiancate molto rastremate inferiormente presentando delle originali interpretazioni per ciò che concerne il disegno dei camini, oltre che l'assenza di alette superiori. Altri elementi caratteristici della monoposto anglo-tedesca possono essere individuati nella presa d'aria del motore, di forma triangolare, e nel disegno dell'alettone posteriore, spiccatamente sagomato e dotato di estremità particolarmente vicine alle paratie sollevate: è stato inoltre aggiunto un profilo dall'andamento variamente svirgolato, posto poco più avanti e sorretto dalle estensioni delle pinne sulle fiancate.

### Motore
La MP4-20 monta il Mercedes-Benz FO 110R, che adotta un cambio sequenziale a sette rapporti più retromarcia: quest'ultimo dispone inoltre di un sistema, denominato fast shift, che preseleziona la rapportatura per velocizzare le cambiate.

## Stagione 2005
La stagione segna un ritorno alla competitività per la scuderia, dopo la deludente annata 2004, con 10 vittorie e il secondo posto nel mondiale costruttori e piloti (con Kimi Räikkönen).
(i Risultati in Grassetto indicano una Pole Position)
| 2005 | Mercedes FO 110R 3.0 V10 | M |            |   |   |     |     |   |   |    |    |    |     |   |     |     |   |   |    |   |     |     |    |     |
| 2005 | Mercedes FO 110R 3.0 V10 | M |            |   |   |     |     |   |   |    |    |    |     |   |     |     |   |   |    |   |     |     | 2° | 182 |
| 2005 | Mercedes FO 110R 3.0 V10 | M | Räikkönen  | 8 | 9 | 3   | Rit | 1 | 1 | 11 | 1  | NP | 2   | 3 | Rit | 1   | 1 | 4 | 1  | 2 | 1   | 2   | 2° | 182 |
| 2005 | Mercedes FO 110R 3.0 V10 | M | Montoya    | 6 | 4 | INF | INF | 7 | 5 | 7  | SQ | NP | Rit | 1 | 2   | Rit | 3 | 1 | 14 | 1 | Rit | Rit | 2° | 182 |
| 2005 | Mercedes FO 110R 3.0 V10 | M | de la Rosa |   |   | 5   |     |   |   |    |    |    |     |   |     |     |   |   |    |   |     |     | 2° | 182 |
| 2005 | Mercedes FO 110R 3.0 V10 | M | Wurz       |   |   |     | 3   |   |   |    |    |    |     |   |     |     |   |   |    |   |     |     | 2° | 182 |